# سنجين
سنجين هي عاصمة منطقة سنجين بولاية هلمند في أفغانستان.تقع بالقرب من نهر هلمند وتبعد 95 كم شمال شرق لشكر جاه وهي من مراكز تجارة الأفيون جنوب البلاد.احتلها الجيش البريطاني بعد حرب أفغانستان 2001,لكنه انسحب منها في 7 يوليو 2010 وسملها للجيش الأمريكي.اهلها جميهم من قبيلة البشتون ويعرفون بمناصرة حركة طالبان حيث كبدوا الجيش البريطاني 100 قتيل من أصل 312 سقطوا منذ بدء الحرب في أفغانستان.

## المناخ
يظهر الجدول التالي التغييرات المناخية على مدار السنة لسنجين:
| البيانات المناخية لـسنجين         | البيانات المناخية لـسنجين | البيانات المناخية لـسنجين | البيانات المناخية لـسنجين | البيانات المناخية لـسنجين | البيانات المناخية لـسنجين | البيانات المناخية لـسنجين | البيانات المناخية لـسنجين | البيانات المناخية لـسنجين | البيانات المناخية لـسنجين | البيانات المناخية لـسنجين | البيانات المناخية لـسنجين | البيانات المناخية لـسنجين | البيانات المناخية لـسنجين |
| الشهر                             | يناير                     | فبراير                    | مارس                      | أبريل                     | مايو                      | يونيو                     | يوليو                     | أغسطس                     | سبتمبر                    | أكتوبر                    | نوفمبر                    | ديسمبر                    | المعدل السنوي             |
| --------------------------------- | ------------------------- | ------------------------- | ------------------------- | ------------------------- | ------------------------- | ------------------------- | ------------------------- | ------------------------- | ------------------------- | ------------------------- | ------------------------- | ------------------------- | ------------------------- |
| متوسط درجة الحرارة الكبرى °م (°ف) | 12.8 (55.0)               | 15.2 (59.4)               | 22.0 (71.6)               | 27.9 (82.2)               | 34.2 (93.6)               | 39.6 (103.3)              | 40.8 (105.4)              | 39.2 (102.6)              | 34.6 (94.3)               | 28.5 (83.3)               | 20.8 (69.4)               | 15.1 (59.2)               | 27.6 (81.6)               |
| المتوسط اليومي °م (°ف)            | 6.1 (43.0)                | 8.5 (47.3)                | 14.5 (58.1)               | 19.7 (67.5)               | 25.1 (77.2)               | 29.7 (85.5)               | 31.6 (88.9)               | 29.5 (85.1)               | 24.1 (75.4)               | 18.3 (64.9)               | 11.6 (52.9)               | 7.4 (45.3)                | 18.8 (65.9)               |
| متوسط درجة الحرارة الصغرى °م (°ف) | −0.5 (31.1)               | 1.8 (35.2)                | 7.0 (44.6)                | 11.6 (52.9)               | 16.1 (61.0)               | 19.9 (67.8)               | 22.4 (72.3)               | 19.8 (67.6)               | 13.6 (56.5)               | 8.1 (46.6)                | 2.1 (35.8)                | −0.3 (31.5)               | 10.1 (50.2)               |
| المصدر: Climate-Data.org          |                           |                           |                           |                           |                           |                           |                           |                           |                           |                           |                           |                           |                           |

## انظر
حصار سنجين